# Nyphasia fuscipennis
Nyphasia fuscipennis là một loài bọ cánh cứng trong họ Cerambycidae.